# Чиганак (Ртищевский район)
Чиганак — село в Ртищевском районе Саратовской области России. Входит в состав Макаровского муниципального образования.

## Название
Вопрос о происхождении названия является общим для нескольких селений, расположенных главным образом в Прихоперье, в Саратовской, Волгоградской и Воронежской области, а также в Ближнем зарубежье. Известны гидронимы: Чиганак и Чеганак — реки в Оренбургской и Воронежской области, Сары-Чеганак (залив бывшего Аральского моря). Согласно словарю Даля, чиганак — «озеро, пересыхающее среди лета» (возможно, от чагатайского «залив, гавань»). Название может происходить от слова «чиган» — болотная кочка. Чиганаками называют поселения в пойме реки с постройками на сваях или высоких фундаментах, а также поселения чиган — людей, не подчинявшихся начальству, беглых, «лихих».

## История
Селение было основано в конце XVII века, вероятно как деревня беглых людей. На период пятой ревизии (1794—1808 гг.) в деревне проживали однодворцы — 31 двор и 136 душ. После 1741 года к югу появилось село Архангельское, которое на рубеже 18 — 19 веков оказалось во владении нескольких помещиков. По имени одного из них — поручика Михаила Николаевича Блохина, оно стало называться Блошинкой. В 1809 на средства помещика в Блошинке была построена Троицкая церковь. Впоследствии села слились. К 1912 имелось три сельских общества (крестьянских общины) — Чиганакское (бывших государственных крестьян), Блошинское 1-е (бывших крестьян Жукова) и Блошинское 2-е (бывших Прозоровского-Голицына).

## Уроженцы
- Свиридов, Карп Васильевич — советский военачальник, генерал-лейтенант танковых войск, Герой Советского Союза.

## Улицы
- Гагарина
- Полевая
- Свиридова